# Anton Mirantchouk
Anton Andreïevitch Mirantchouk (en russe : Антон Андреевич Миранчук ; en anglais : Anton Andreyevich Miranchuk), né le 17 octobre 1995 à Slaviansk-na-Koubani (Russie), est un footballeur international russe, qui évolue au poste de milieu de terrain au FC Sion.
Il est le frère jumeau d'Alekseï Mirantchouk, également footballeur évoluant au Atlanta United.

## Biographie

### En club
Né à Slaviansk-na-Koubani, Mirantchouk y commence sa formation de joueur, intégrant le club local de l'Olimp avec son frère Alekseï. Ils intègrent quelques années plus tard le centre de formation du Spartak Moscou, y passant deux années et demie à l'issue desquelles ils ne sont cependant pas conservés, leurs qualités physiques étant considérées trop faibles,.
Intégrant le centre de formation du Lokomotiv Moscou avec son frère en 2011, il fait ses débuts en équipe première à l'occasion d'un match de Coupe de Russie face au Rotor Volgograd le 30 octobre 2013,. Il est par la suite peu utilisé et envoyé en prêt au club estonien du Levadia Tallinn lors de la saison 2016. Il y inscrit une quinzaine de buts, terminant deuxième du championnat estonien, et y fait également ses débuts en compétitions européennes en prenant part à quatre matchs de Ligue Europa.
À son retour de prêt, Mirantchouk intègre progressivement l'équipe première du Lokomotiv à partir de la deuxième moitié de la saison 2016-2017, faisant ses débuts en championnat russe à l'occasion de la vingt-deuxième journée face au FK Rostov le 9 avril 2017. Il s'impose comme titulaire régulier dès la saison suivante, qui voit notamment son équipe remporter le titre de champion tandis qu'il prend part à vingt-neuf matchs en championnat, pour quatre buts inscrits. Il participe dans le même temps activement au parcours de l'équipe en Ligue Europa en disputant dix matchs.
Début septembre 2024, il quitte la Russie et le Lokomotiv Moscou pour un nouveau championnat, celui de Suisse en rejoignant le FC Sion, le joueur a singé un contrat jusqu'en juin 2026.

### En équipe nationale
Mirantchouk est convoqué dans un premier temps dans les équipes de jeunes de la Russie, disputant notamment le tournoi Mémorial Granatkine en janvier 2013 avec les moins de 17 ans. Il joue son premier match en équipe A le 7 octobre 2017, en amical contre la Corée du Sud (victoire 4-2 à Moscou). Il est par la suite inclus dans la liste des joueurs convoqués pour la Coupe du monde 2018 en compagnie de son frère Alekseï. Il ne joue cependant aucun match lors de la compétition.
Il inscrit son premier but en sélection le 8 juin 2019 face à Saint-Marin lors d'une victoire 9-0 des siens dans le cadre des éliminatoires de l'Euro 2020.

## Statistiques
| Saison                | Club                  | Championnat           | Championnat | Championnat | Coupe(s) nationale(s) | Coupe(s) nationale(s) | Compétition(s) continentale(s) | Compétition(s) continentale(s) | Compétition(s) continentale(s) | Russie | Russie | Total | Total |
| Saison                | Club                  | Division              | M.          | B.          | M.                    | B.                    | Comp.                          | M.                             | B.                             | M.     | B.     | M.    | B.    |
| 2016                  | FCI Levadia (prêt)    | D1                    | 30          | 14          | 1                     | 0                     | C3                             | 4                              | 1                              | -      | -      | 35    | 15    |
| Sous-total            | Sous-total            | Sous-total            | 30          | 14          | 1                     | 0                     | -                              | 4                              | 1                              | -      | -      | 35    | 15    |
| 2013-2014             | Lokomotiv Moscou      | D1                    | -           | -           | 1                     | 0                     | -                              | -                              | -                              | -      | -      | 1     | 0     |
| 2016-2017             | Lokomotiv Moscou      | D1                    | 3           | 0           | -                     | -                     | -                              | -                              | -                              | -      | -      | 3     | 0     |
| 2017-2018             | Lokomotiv Moscou      | D1                    | 29          | 4           | 2                     | 0                     | C3                             | 10                             | 1                              | 6      | 0      | 47    | 5     |
| 2018-2019             | Lokomotiv Moscou      | D1                    | 25          | 11          | 8                     | 4                     | C1                             | 6                              | 1                              | 4      | 1      | 43    | 17    |
| 2019-2020             | Lokomotiv Moscou      | D1                    | 17          | 3           | 1                     | 0                     | C1                             | 1                              | 0                              | 1      | 0      | 20    | 3     |
| 2020-2021             | Lokomotiv Moscou      | D1                    | 23          | 4           | 3                     | 0                     | C1                             | 6                              | 3                              | 8      | 2      | 40    | 9     |
| 2021-2022             | Lokomotiv Moscou      | D1                    | 9           | 1           | 1                     | 0                     | -                              | -                              | -                              | -      | -      | 10    | 1     |
| 2022-2023             | Lokomotiv Moscou      | D1                    | 16          | 5           | 3                     | 1                     | -                              | -                              | -                              | 2      | 0      | 21    | 6     |
| Sous-total            | Sous-total            | Sous-total            | 122         | 28          | 19                    | 5                     | -                              | 23                             | 5                              | 21     | 3      | 185   | 41    |
| Total sur la carrière | Total sur la carrière | Total sur la carrière | 152         | 42          | 20                    | 5                     | -                              | 27                             | 6                              | 21     | 3      | 220   | 56    |

### Liste des matchs internationaux
| Match internationaux de Anton Mirantchouk | Match internationaux de Anton Mirantchouk | Match internationaux de Anton Mirantchouk  | Match internationaux de Anton Mirantchouk | Match internationaux de Anton Mirantchouk | Match internationaux de Anton Mirantchouk | Match internationaux de Anton Mirantchouk     |
|                                           | Date                                      | Lieu                                       | Adversaire                                | Résultat                                  | Compétition                               | Note                                          |
| ----------------------------------------- | ----------------------------------------- | ------------------------------------------ | ----------------------------------------- | ----------------------------------------- | ----------------------------------------- | --------------------------------------------- |
| 1.                                        | 7 octobre 2017                            | VEB Arena, Moscou, Russie                  | Corée du Sud                              | 4 - 2                                     | Match amical                              | Titulaire et remplacé par Dmitri Tarasov      |
| 2.                                        | 14 novembre 2017                          | Stade Kretovski, Saint-Pétersbourg, Russie | Espagne                                   | 3 - 3                                     | Match amical                              | Entre en jeu à la place d'Alekseï Mirantchouk |
| 3.                                        | 23 mars 2018                              | Stade Loujniki, Moscou, Russie             | Brésil                                    | 0 - 3                                     | Match amical                              | Entre en jeu à la place de Denis Glouchakov   |
| 4.                                        | 27 mars 2018                              | Stade Kretovski, Saint-Pétersbourg, Russie | France                                    | 1 - 3                                     | Match amical                              | Entre en jeu à la place d'Alan Dzagoev        |
| 5.                                        | 30 mai 2018                               | Tivoli Neu, Innsbruck, Autriche            | Autriche                                  | 1 - 0                                     | Match amical                              | Entre en jeu à la place de Aleksandr Samedov  |
| 6.                                        | 5 juin 2018                               | VEB Arena, Moscou, Russie                  | Turquie                                   | 1 - 1                                     | Match amical                              | Entre en jeu à la place de Aleksandr Samedov  |
| 7.                                        | 5 juin 2018                               | Red Bull Arena, Leipzig, Allemagne         | Allemagne                                 | 3 - 0                                     | Match amical                              | Entre en jeu à la place d'Alekseï Mirantchouk |

## Palmarès
Levadia Tallinn
- Vice-champion d'Estonie en 2016.

 Lokomotiv Moscou
- Champion de Russie en 2018.
- Vainqueur de la Coupe de Russie en 2019 et 2021.
- Vainqueur de la Supercoupe de Russie en 2019.